# Joe Morello
Joseph Albert Morello (Springfield, 17 luglio 1928 – Irvington, 12 marzo 2011) è stato un batterista jazz statunitense.

## Biografia
All'età di 6 anni iniziò a studiare il violino e a 9 anni fece il suo debutto suonando il Concerto per violino ed orchestra di Felix Mendelssohn, con la Boston Symphony Orchestra. Abbandonò il violino a quindici anni, per intraprendere lo studio della batteria, avendo come maestri dapprima George Lawrence Stone, (autore del metodo Stick Control for the Snare Drummer) e poi il percussionista Billy Gladstone. Joe Morello è conosciuto principalmente per aver fatto parte del The Dave Brubeck Quartet. Fu lui, con il sassofonista Paul Desmond - che di Take Five era l'autore -, ad ispirare Brubeck durante la realizzazione in studio di Take Five, uno dei più celebri (e dei più eseguiti), classici del jazz.
È morto all'età di 82 anni, la mattina del 12 marzo 2011, nella sua abitazione nel New Jersey a causa di problemi cardiaci.
(Dave Brubeck)